# Tessjö
Tessjö (finska: Tesjoki) är en tätort i Lovisa stad (kommun) i landskapet Nyland i Finland. Fram till 2010 låg Tessjö i Strömfors kommun. Vid tätortsavgränsningen den 31 december 2021 hade Tessjö 921 invånare och omfattade en landareal av 2,74 kvadratkilometer.
Tessjö har två skolor: Tessjö skola som ger undervisning på svenska och Tesjoen koulu som är en finskspråkig skola. Delar av Tessjö kallas Kvarnby, Marby, och Torparbacken. Tessjö har tidigare haft ett ishockeylag som hette Tesjoen Hokki, men till följd av bristande engagemang avvecklades laget.